# Burn Burn (álbum)
Burn Burn es el séptimo álbum de la banda Our Lady Peace. lanzado en Norteamérica el 21 de julio de 2009. El título del álbum se basa en una cita de Jack Kerouac de su novela de 1957 En el Camino. El álbum, grabado en el estudio casero de vocalista Raine Maida en Los Ángeles entre 2007 y 2009, fue lanzado independiente de cualquier etiqueta importante bajo gestión desde hace mucho tiempo la empresa Coalición de la banda Entertainment. Sony Music (etiqueta anterior de la banda) distribuyó el álbum en Canadá, y el Grupo de sello independiente de WMG lo hizo en los Estados Unidos. 
Burn Burn es el primer álbum que no tienen la colaboración involucrado con un productor exterior, habiendo lugar sido producido por el vocalista banda de Raine Maida. El lanzamiento del álbum marcó la brecha más larga entre los discos de estudio de Our Lady Peace hasta la fecha, con su álbum anterior,  Healthy in Paranoid Times, teniendo sido puesto en libertad en agosto de 2005. a los 38 minutos, Burn Burn también es su álbum más corto.

## Lista de canciones
| N.º | Título                         | Notes | Duración |  |
| 1.  | «All You Did Was Save My Life» |       | 3:49     |  |
| 2.  | «Dreamland»                    |       | 3:36     |  |
| 3.  | «Monkey Brains»                |       | 4:31     |  |
| 4.  | «The End Is Where We Begin»    |       | 3:23     |  |
| 5.  | «Escape Artist»                |       | 4:02     |  |
| 6.  | «Refuge»                       |       | 4:16     |  |
| 7.  | «Never Get Over You»           |       | 3:57     |  |
| 8.  | «White Flags»                  |       | 3:18     |  |
| 9.  | «Signs of Life»                |       | 3:14     |  |
| 10. | «Paper Moon»                   |       | 3:57     |  |

### Pistas adicionales (en "Deluxe edition")
| N.º | Título            | Notes | Duración |  |
| 11. | «Time Bomb»       |       | 3:31     |  |
| 12. | «The Right Stuff» |       | 3:24     |  |

## Personal
- Duncan Coutts - guitarra
- Raine Maida - voces
- Jeremy Taggart - tambores, percusión
- Steve Mazur - Guitarra eléctrica